# Основные принципы добра
«Основные принципы добра» или «Рекомендации по уходу» (англ. The Fundamentals of Caring) — американская комедийная драма режиссёра Роба Бёрнетта, вышедшая на экраны в 2016 году. Экранизация одноимённого романа Джонатана Эвисона, опубликованного в 2012 году. В фильме приняли участие Пол Радд, Крейг Робертс и Селена Гомес. Мировая премьера состоялась 29 января 2016 года на ежегодном кинофестивале «Сандэнс», лента также принимала участие в конкурсной программе Эдинбургского кинофестиваля. 24 июня 2016 года состоялась премьера на сервисе Netflix.

## Сюжет
Бен — писатель. В его семье происходит трагедия. Жена требует развода. Бен замыкается в себе, перестаёт писать. Из-за этого вынужден искать работу. Он проходит специальные курсы для сиделок, ухаживающих за тяжело больными людьми. Первым клиентом Бена оказывается Тревор — подросток с миодистрофией Дюшенна и очень своеобразным чувством юмора. Они явно не подходят друг другу: Тревору нужна опытная сиделка с устойчивой нервной системой, а для Бена это слишком серьёзное новое испытание, но неожиданно Тревор соглашается именно на кандидатуру Бена. После нескольких напряжённых дней, наполненных конфликтами, герои внезапно отправляются в путешествие «по самым дурацким достопримечательностям Америки», и фильм превращается в роуд-муви. По дороге происходит множество тревожных, опасных, смешных и внушающих надежду событий, в результате которых герои меняются, освобождаются от своих «скелетов в шкафу» и осуществляют свои мечты. Бен возвращается к писательскому ремеслу и пишет книгу об этой истории.

## В ролях
| Актёр           | Роль   |
| --------------- | ------ |
| Пол Радд        | Бен    |
| Селена Гомес    | Дот    |
| Крейг Робертс   | Тревор |
| Меган Фергюсон  | Пичес  |
| Дженнифер Эль   | Эльза  |
| Фред Уэллер     | Боб    |
| Бобби Каннавале | Кэш    |
| Джулия Дентон   | Джанет |

## Съёмки
Съёмки начались 22 января 2015 года в Атланте, Джорджия.

## Отзывы
На сайте-агрегаторе Rotten Tomatoes фильм имеет рейтинг 77% на основании 35 критических отзывов.